# Poeci
Poeci – album polskiej grupy producenckiej White House z 2009 roku, zrealizowany według pomysłu Bogusława Pezdy. Wydawnictwo zawiera utwory skomponowane w konwencji hip-hopowowej, nagrane do tekstów wierszy polskich poetów. 
Album był promowany teledyskiem do utworu "Mochnacki" w wykonaniu Donguralesko.
Egzemplarze albumu zostały przekazane do biur poselskich jako forma artystycznej interpelacji w sprawie marginalizowania muzyki w mediach.

## Lista utworów
Opracowano na podstawie materiału źródłowego.
| Nr | Tytuł                                  | Czas | Wykonawca       | Autor wiersza                 |
| -- | -------------------------------------- | ---- | --------------- | ----------------------------- |
| 1  | Poeci do publiczności                  | 4:27 | Wall-E          | Adam Asnyk                    |
| 2  | Lokomotywa                             | 4:05 | Lilu            | Julian Tuwim                  |
| 3  | Mochnacki                              | 4:12 | Donguralesko    | Jan Lechoń                    |
| 4  | Znów to szuranie                       | 2:12 | L.U.C.          | Julian Tuwim                  |
| 5  | Poza rzeczywistością / Zużyte wszystko | 2:43 | L.U.C.          | Stanisław Ignacy Witkiewicz   |
| 6  | Świat zepsuty                          | 3:41 | Numer Raz       | Ignacy Krasicki               |
| 7  | Niech nikt nad grobem mi nie płacze    | 3:58 | Sokół           | Stanisław Wyspiański          |
| 8  | Pijak                                  | 2:59 | Peja            | Jacek Kaczmarski              |
| 9  | Ballada o trąbiącym poecie             | 2:38 | Tomasz Andersen | Konstanty Ildefons Gałczyński |
| 10 | Reduta Ordona                          | 3:55 | Trzeci Wymiar   | Adam Mickiewicz               |
| 11 | Młodzieżowy zaciąg                     | 2:41 | Łona            | Ryszard Danecki               |
| 12 | Lubię kiedy kobieta                    | 3:00 | Pih             | Kazimierz Przerwa-Tetmajer    |
| 13 | Całujcie mnie wszyscy w dupę           | 3:10 | Fokus           | Julian Tuwim                  |
| 14 | Krótki wiersz o Jaromirze Jagrze       | 3:05 | O.S.T.R.        | O.S.T.R.                      |